# Shelags
Els xelags (en rus: «Шелаги», o també «чауджан», txaudjan; «чавача», txavatxa) són un poble que visqué a la tundra costanera, situat a l'est del riu Kolimà, a la conca del riu Txaun. Es creu també que els pertanyien les restes de les cases que s'han trobat a les illes Medvezhi. Es tracta d'un poble extingit, del qual se'n saben poques coses del cert.

## Nom
El primer cop que apareixen els shelags en fonts escrites és a les notes Ferdinard von Wrangel, que va documentar les tradicions dels txuktxis: 
 "Foren expulsats d'aquí pels txuktxis... Al cap Xelagski, un vell txuktxi es presentà com a descendent dels antics xelags, o, com els txuktxis solen dir, txavans, els quals fa molts anys s'havien traslladat cap a l'oest per la vora del mar i ja no van tornar mai més. En honor a aquesta gent, els rius i el golf reberen el nom de Txavanski, o Txaunski. 
 El nom xelag és una traducció de la paraula esquimal Silyuk, "ploma d'aus".

## Origen
M. A. Serguéiev anomenà els xelags "un grup etnogràfic desconegut", el qual vivia a la costa polar i a les illes adjacents a l'est del cap Xelagski, al qual li donen nom: 
 "Els shelagho-txevans són, pel que sembla, un grup oriental de txuktxis, separats de la majoria del seu poble" 
 Els xelags eren pastors nòmades de rens, caçadors marítims i, en els seus orígens, eren propers als iukaguir, als txuvans.
Els xelags mantingueren contacte proper amb els esquimals, les restes dels quals estan presents a la regió costanera, l'hàbitat dels xelags. La toponímia recolza aquesta teoria: la majoria dels assentaments al llarg de la costa de l'oceà Àrtic són noms esquimals, i el cap Xelagski es diu Erri en llengua esquimal. Uns altres possibles veïns dels shelags serien els llegendaris onkilons, que ocupaven la costa des del cap Xelagski al llarg de l'estret de Bering.
El filòleg i lingüista A. A. Burykin considera que interpretar que els shelags són un poble independent és erroni, i argumenta que els shelags són txuktxis que viuen al riu Txaun.

## Desaparició
Els russos van trobar més shelags a principis del segle xviii, i els van considerar del clan txuktxi o del txuktxi-xelag.
Els shelags habitaven els voltants del cap Xelagsky i de la badia de Txaun, i d'allà se n'anaren cap a l'est. Es creu que el poble dels shelags, juntament amb els matyushkin i els kiber, moriren en guerres contra els iukaguirs i els evenkis, o que s'extingiren per culpa de la fam, manca de recursos o malalties infeccioses. De fet, la verola en aquesta regió es va estendre a la segona meitat del segle xvii.
La costa àrtica des del riu Kolimà fins al cap Dezhnev encara no ha estat prou investigada per l'arqueologia, així que hi ha moltes qüestions sobre els shelags que encara no s'han pogut resoldre.